# G1001次列车
G1001次列车是中国铁路运行于湖北省会武汉至广东经济特区深圳的高速动车组列车，自2009年12月26日起开行，由武汉局集团武汉客运段负责客运任务，是中国开行的首趟高速铁路列车。列车使用配属武汉局集团武汉动车运用所的CRH380AL，沿京广高速铁路、广深港高速铁路运行，行程1171公里，途经湖北、湖南、广东三省。列车最高时速达350公里，全程历时5小时3分。G1001次列车在首发当日曾以2小时46分跑完武汉-广州全程，比时刻表规定的时间提前9分钟，平均运营时速341公里，创下重联情况下商用运营时速的世界纪录。

## 历史
- 2009年12月26日，武广客运专线正式开通运行。铁道部每天开行28对高速动车组列车，其中广州至武汉开行21对，广州至长沙每天开行5对，长沙至武汉每天开行2对。G1001次列车作为由武汉站首发、中间不停靠、武广高铁编号排名第一的高速列车，也是中国第一列以“G”字开头的列车于当日上午9点整正式开行，并于11点46分抵达终点站广州北站[1]。
- 2010年1月30日，广州南站启用，G1001次列车终点改为广州南站。
- 2010年7月2日，G1001次列车增加停靠长沙南站，一站直达成为历史。
- 2010年8月15日上午10点30分，G1001次列车供电系统故障导致停车，在衡山西站滞留2小时，中午12点40分左右，乘客在列车员的组织下换乘了后续的一辆动车组，于下午2点30分左右抵达广州南站[3]。
- 2011年7月1日起，武广高铁动车组全面降速，改为采取时速300公里动车组与250公里动车组混跑的模式开行，并实行两种不同的票价，降价幅度约为5%。其中G1001次全程运行3小时33分，比350公里时速运行时多17分钟[4]。
- 2012年4月1日，中国铁路重新调整列车运行图，实现武广、广深港高铁贯通运输，其中G1001次改為深圳北站终到，经停长沙南站及广州南站，行車時間為4小時13分[5]。
- 2012年12月21日，中国铁路重新调整列车运行图，加停咸宁北、衡山西、郴州西、韶关及虎门，並改為7:28分從武汉开出，歷時4小時50分到達深圳北。
- 2017年5月1日，乐昌东站启用，G1001次列车加停该站。

## 时刻表
数据截止2025年6月5日：
| 里程 | 停靠站 | G1001次 | G1001次 |
| 里程 | 停靠站 | 到点    | 开点    |
| ---- | ------ | ------- | ------- |
| 0    | 武汉   | —       | 07:18   |
| 85   | 咸宁北 | 07:42   | 07:44   |
| 128  | 赤壁北 | 07:58   | 08:00   |
| 362  | 长沙南 | 08:50   | 08:53   |
| 692  | 郴州西 | 09:58   | 10:00   |
| 798  | 乐昌东 | 10:23   | 10:28   |
| 842  | 韶关   | 10:42   | 10:44   |
| 1069 | 广州南 | 11:36   | 11:40   |
| 1119 | 虎门   | 11:57   | 12:04   |
| 1171 | 深圳北 | 12:21   | —       |